# Günter Coufal
Günter Coufal (* 3. April 1937 in Dresden) ist ein deutscher Schriftsteller.

## Leben
Günter Coufal wuchs in der DDR auf. Nach dem Abitur übersiedelte er in die Bundesrepublik, wo er Germanistik und Geschichte studierte. Er lebt heute in Esslingen/Neckar. Coufal ist Verfasser von erzählerischen Werken und Gedichten. 1993 erhielt er den Clemens-Brentano-Preis der Stadt Heidelberg.

## Werke
- Wezembeeker Liebeslieder, Reicheneck 1988
- Hundeherzen, Reicheneck 1991
- Am Fenster, Frankfurt am Main [u. a.] 1993
- Überlaut, Reicheneck 1996
- Zimmer nach Norden, Dresden 1996
- Zuhause, Passau 1996
- Der Katzenmann, Düsseldorf 1997
- Der Klumprich, Leipzig 1998
- Von Leben und Tod, Leipzig 1998
- Zwei Ziegen, Passau 1998
- Golgatha, Furth 1999 (zusammen mit Alfred Hrdlicka)
- Unterwegs, Leipzig 2002
- Regen im Innern der Steine, Leipzig 2005
- Die Statue, Nürnberg 2007
- Die Gleichheit der Wörter, Reicheneck 2012